# Onthophagus herciniformis
Onthophagus herciniformis là một loài bọ cánh cứng trong họ Bọ hung (Scarabaeidae).